# 瓦尔德拉赫
瓦尔德拉赫是德国莱茵兰-普法尔茨州的一个市镇。总面积12.46平方公里，总人口1989人，其中男性974人，女性1015人（2011年12月31日），人口密度160人/平方公里。